# 조지 해밀턴 (배우)
조지 해밀턴(George Hamilton, 1939년 8월 12일 ~ )은 미국의 배우이다.

## 출연 작품
- 대부3